# Липа Максима Рильського
Липа Максима Рильського. Обхват 4,50 м, висота 25 м, вік близько 300 років. Росте на березі озера поблизу млина біля березового гаю в с. Романівка Попільнянського району Житомирської області. Оспівана в поезії М. Рильського. Дерево необхідно заповісти.
На правому березі р. Унави, знаходиться  липа, під якою Максим Тадейович кілька років працював над перекладом «Пана Тадеуша»  А. Міцкевича.
Вперше у 2017 році на березі річки Унави біля відомої «Максимової липи», де любив писати і відпочивати Максим Рильський, заклали камені з уривками з творів письменника.